# سامانه درمانی کریستوس سانتا روزا
سامانه درمانی کریستوس سانتا روزا (به انگلیسی: CHRISTUS Santa Rosa Health Care) تأسیس ۱۸۶۹، واقع در مرکز پزشکی جنوب تگزاس و در شهر سن آنتونیو نام یک شبکهٔ درمانی مذهبی آمریکایی است.
این شبکه درمانی محل تربیت عملی دانشجویان علوم بهداشتی دانشگاه اینکارنت ورد هستند و تنها سیستم بیمارستانی کاتولیک منطقه‌اند.
شبکه سانتا روزا شش مرکز بیمارستان، و چندین کلینیک در منطقه دارد.